# Wybranowo (powiat żniński)
Wybranowo – wieś w Polsce położona w województwie kujawsko-pomorskim, w powiecie żnińskim, w gminie Janowiec Wielkopolski.

## Demografia
W latach 1975–1998 miejscowość należała administracyjnie do województwa bydgoskiego. Według Narodowego Spisu Powszechnego (III 2011 r.) liczyła 79 mieszkańców. Jest 21. co do wielkości miejscowością gminy Janowiec Wielkopolski.

## Części miejscowości
| Identyfikator miejscowości | Nazwa miejscowości | Rodzaj miejscowości |
| -------------------------- | ------------------ | ------------------- |
| 1036603                    | Wybranowo-Huby     | część miejscowości  |
| 1036610                    | Wybranowo-Parcele  | część miejscowości  |
| 1036595                    | Wybranowo za Wsią  | część miejscowości  |

## Położenie geograficzne
Wieś leży na prawym brzegu rzeki Wełny, na południowy wschód od Łekna, między Janowcem Wielkopolskim a Mieściskiem, na Wysoczyźnie Gnieźnieńskiej. Odległość od Janowca około 3 km, od Mieściska około 10 km, przy granicy województw kujawsko-pomorskiego i wielkopolskiego. W Wybranowie znajdują się wydmy śródlądowe zalegające na glinie, będące przedmiotem badań geologów Biegnie tutaj, liczący 29 kilometrów, Janowiecki Szlak Rowerowy.

## Historia
Wieś z pewnością istniała w wieku XVI co potwierdza zapis o poborze dziesięcin:
- w roku 1523 łany kmiece i dziedziczne odprowadzają dziesięcinę, snopową po połowie altarii do św. Stanisława w Gnieźnie i proboszczowi w Janowcu, który prócz tego pobierał z łanów kmiecych po 2 grosze dziesięciny lnianej i mesznego po korcu zboża i owsa[8].

Podatki zostały również pobrane:
- w roku 1577 od 2,5 łanów osiadłych i 4 zagrodników
- w roku 1579 z 4 łanów i od 1 zagrodnika
- w roku 1618 z 4 łanów osiadłych i od 4 zagrodników w wysokości 4 fl i 24 gr (od zagrodników pobrano po 9 gr)

W 1775 była to własność pułkownika Bnińskiego, licząca 14 kominów, będąca w zastawie u Brzozowskiego. Do roku 1788 nie zmieniła się liczba dymów i pozostała w ilości 14. W wieku XIX wieś zajmowała obszar 284 ha, posiadała 23 domów 196 mieszkańców, z tych 172 wyznania katolickiego.
W wieku XVI pochodzenie z Wybranowa okazują:
1. Rotmistrz Wawrzyniec Wybranowski herbu Poraj, burgrabia malborski. rok 1525.
2. Chlebowscy herbu Poraj z Chlebowa pod Mieściskiem.
3. Ludwika z Wybranowa (?) Koźmińska, księżna ołobocka znana w roku 1753[8].

W wieku XVIII pochodzenie z Wybranowa okazują:
1. Antoni Przybysławski herbu Jasieńczyk[10] zmarły przed 20.09.1762, który miał 3 dzieci z Esterą Lisiecką:
  1. Feliksa Stanisława urodzonego 21.11.1758 roku w Wybranowie,
  2. Jana Nepomucena Aleksandra Dezerego urodzonego 25.05.1760 w Wybranowie,
  3. Zofię urodzoną 01.06.1762 w Wybranowie.
2. Antoni Okęcki zmarły 22 czerwca 1761 roku[11]

- W roku 1793 Wybranowo należy do majątku Żabiczyn, Wybranowo zostało wcielone do Prus podczas II rozbioru Polski,
- W roku 1807 na mocy pokoju w Tylży Wybranowo trafiło w skład Księstwa Warszawskiego,
- W roku 1815 na mocy postanowień Kongresu wiedeńskiego Wybranowo ponownie znalazło się we władaniu pruskim,
- W roku 1833 w „Gazecie Wielkiego Xięstwa Poznańskiego” pojawia się informacja, że Wybranowo należące do Redgoszcza będzie wydzierżawione od dnia św. Jana na 3 kolejne lata[12],
- W roku 1836 w „Gazecie Wielkiego Xięstwa Poznańskiego” pojawia się informacja, że Wybranowo należące do Redgoszcza będzie wydzierżawione od dnia św. Jana na 3 lata[13]
- W roku 1839 w „Gazecie Wielkiego Xięstwa Poznańskiego” pojawiło się obwieszczenie w którym jest mowa o tym, że Wybranowo zostanie wydzierżawione na 3 lata osobie która w przetargu da najwyższą kwotę[14].
- W roku 1849 Wybranowo jest własnością Antoniego Łąckiego z Bydgoszczy.
- W II połowie XIX wieku na skraju wsi powstał cmentarz poepidemiczny. Dokładna data powstania nie jest znana, ale prawdopodobnie miało to miejsce 1848-1849 oraz w roku 1866 gdy w okolicy panowała epidemia cholery[15].
- W roku 1866 jeden z mieszkańców Wybranowa biorąc udział w wojnie prusko-austriackiej został ciężko skłuty w bok i przebywał w lazarecie na Czechach[16]
- W roku 1872 Wybranowo należy do większego kompleksu dóbr Radgoszcza, Zakrzewa i Żabiczyna.
- W roku 1895 mieszkańcy wsi przeznaczyli na upominek do księdza kardynała Ledóchowskiego 9 marek[17]
- W końcu XIX w po separacjach, w części oddana została włościanom,
- W roku 1900 mieszkańcy Wybranowa doprowadzili na policję w Gnieźnie oszusta podającego się za komornika[18]
- W roku 1901 folwark Nowe w powiecie wągrowieckim został nabyty przez mieszkańca Wybranowa za kwotę 90 tys. marek[19],
- W roku 1920 dekretem ministra byłej dzielnicy pruskiej w sprawie ustalenia i zmian nazw miejscowości powiatu żnińskiego pozostawiło nazwę wsi bez zmian[20]
- W roku 2008 sołtys wsi Jan Strzelecki wraz z synem odkryli pochodzącą z około 3500 p.n.e. dłubankę u brzegu rzeki Wełny[21].
- W roku 2016 w lesie na terenie wsi został odnaleziony skarb składający się z kilkudziesięciu przedmiotów z epoki brązu datowany na około 1000 p.n.e.[22], który obecnie można oglądać w Muzeum Archeologicznym w Biskupinie[23].
- W Wybranowie istniała szkoła podstawowa, w której nauczycielem w latach 1930-1939 był Marian Grobelny (podporucznik AK)[24].